# Metaconchoecia abyssalis
Metaconchoecia abyssalis är en kräftdjursart som först beskrevs av Rudjakov 1962.  Metaconchoecia abyssalis ingår i släktet Metaconchoecia och familjen Halocyprididae. Inga underarter finns listade i Catalogue of Life.